# George Meeker
George Meeker (Brooklyn, 5 de marzo de 1904 – Carpintería, de California, 19 de agosto de 1984) fue un actor de reparto que trabajó en el cine y en el teatro, principalmente en Broadway. Fue un actor que cosechó más fama fuera del campo del cine que en él.
Se formó en la Academia Americana de Arte Dramático después de su enseñanza secundaria. Tras participar en algunas obras en Broadway, comenzó su carrera en el cine que de la mano de John Ford en la película Cuatro hijos de 1928, que le abrió las puertas a sucesivas interpretaciones. Tiene una estrella en el Paseo de la Fama de Hollywood, se retiró de la interpretación en 1951. Murió en 1984 a consecuencia de la enfermedad de Alzheimer.
Entre las películas en las que participó se pueden destacar éstas:

## Filmografía
| Título                                   | Año  |
| ---------------------------------------- | ---- |
| Cuatro hijos                             | 1928 |
| Thief in the Dark                        | 1928 |
| Vanity Street                            | 1932 |
| Night of Terror                          | 1933 |
| Uncertain Lady                           | 1934 |
| Murder by Television                     | 1935 |
| Tango                                    | 1936 |
| Stella Dallas                            | 1937 |
| Tarzan´s Revenge (La venganza de Tarzán) | 1938 |
| Lo que el viento se llevó                | 1939 |
| Casablanca                               | 1942 |
| The Invisible Monster                    | 1950 |